# The Message in the Bottle
Pour les articles homonymes, voir Message in a Bottle (homonymie).
Ne doit pas être confondu avec Message in a Bottle.
The Message in the Bottle est un film muet américain réalisé par Thomas H. Ince et sorti en 1911.

## Fiche technique
- Réalisation : Thomas H. Ince
- Chef-opérateur : Tony Gaudio
- Production : Carl Laemmle
- Durée : 10 minutes
- Date de sortie :  États-Unis : 9 mars 1911

## Distribution
- Mary Pickford
- Owen Moore